# Barcode of Life Data System
Le Barcode of Life Data System (communément appelé BOLD ou BOLDSystems) est une plateforme web spécifiquement consacrée au codage à barres de l'ADN,.

## Histoire
En 2003, Paul Hebert, zoologiste à l'Université de Guelph, suggère le concept de code-barre ADN, une espèce animale pouvant être distinguée en séquençant moins de 1000 bases d’ADN mitochondrial à partir d’un échantillon,. Avec d'autres passionnés, il construit une base de données de code-barres d'espèces connues.
En 2010, il crée à Guelph un consortium appelé iBOL (International Barcode of Life) et obtient 80 millions de dollars pour la 1re grande bibliothèque de référence de séquences d’identification (7,3 millions de codes à barres déjà réunis à la mi-2019, chaque espèce pouvant en avoir plus d’un).
La diffusion des données de BOLD provient ainsi principalement d'un projet BARCODE 500K exécuté par le consortium International Barcode of Life (iBOL) de 2010 à 2015. Ce projet visait à acquérir des données sur les codes-barres de l'ADN de 5 millions de spécimens représentant 500 000 espèces. La collecte des spécimens, l'attribution des séquences et le tri des informations ont été réalisés par un grand nombre de scientifiques, de collaborateurs et d'installations du monde entier. L'accumulation de données augmente la précision de l'identification des codes-barres de l'ADN et facilite la réalisation du code-barres de la vie.

## Organisation

### Composition de la plateforme
Il s'agit d'une plateforme de stockage et d'analyse de données basée sur le cloud, développée au Centre de génomique de la biodiversité au Canada. Elle se compose de quatre modules principaux : un portail de données, un portail éducatif, un registre de BIN (espèces putatives) et un atelier de collecte et d'analyse de données qui fournit une plateforme en ligne pour analyser les séquences d'ADN. Depuis son lancement en 2005, BOLD a été étendu pour fournir une gamme de fonctionnalités, y compris l'organisation, la validation, la visualisation et la publication des données. La version la plus récente du système, la version 4, lancée en 2017, apporte un ensemble d'améliorations soutenant la collecte et l'analyse des données, mais inclut également de nouvelles fonctionnalités améliorant la diffusion, la citation et l'annotation des données. Avant le 16 novembre 2020, BOLD contenait déjà des séquences de codes-barres pour 318 105 espèces formellement décrites couvrant les animaux, les plantes, les champignons, les protistes (avec ~8,9 millions de spécimens) .

### Conditions d'accès
BOLD est mis gratuitement à la disposition de tout chercheur intéressé par le codage à barres de l'ADN. En fournissant des services spécialisés, il aide à la publication d'enregistrements qui répondent aux normes nécessaires pour obtenir la désignation BARCODE dans les bases de données internationales de séquences de nucléotides.